# 香港公務員
香港公務員，是香港開埠後到香港特別行政區時期，與香港政府整體處於常規僱傭關係的僱員群體。另外，以非公務員合約聘請的政府僱員和外判下僱用的僱員，則不視為公務員之一部分。
有關管理公務員事宜的規例，在1997年香港主權移交前分別載於《英皇制誥》、《殖民地規例》及《公務員事務規例》的有關條文中。《殖民地規例》內屬管理公務人員的行政細則條文，在1997年後大部分轉載入《公務員事務規例》；剩餘其他條文，由第一任行政長官董建華根據《香港基本法》第四十八 (四 )條發出《公務人員（管理）命令》，而令政府保留繼續管理公務人員的行政權力。
香港特別行政區時代的公務員體制，決策局以下的公務員須遵守政治中立的原則，效忠中華人民共和國香港特別行政區，同時亦不受政治委任官員變動影響，這個制度的好處是可以保障政府施政穩定性和公務員士氣。2021年起，所有公務員都需要簽署擁護《香港基本法》的聲明。
首長級公務員人數佔整體公務員編制人數不足百分之一，開設首長級公務員常額或編外職位，需要得到立法會人事編制小組委員會及財務委員會通過和批准。非首長級公務員中，總薪級表第34點或以上（高級行政主任、總行政主任）至警務人員薪級表第54b點或同等薪點（高級督察至高級警司）屬於高層公務員；總薪級表第10至33點或同等薪點（二級行政主任、一級行政主任）屬於中層公務員；總薪級表第10點以下或同等薪點（文書助理）屬於低層公務員。2002年及之前，香港公務員體系中最高職位為政務司司長（D10薪級），2003年實行主要官員問責制後降至常任秘書長（D8薪級）。現任公務員事務局局長是楊何蓓茵。另外，香港公務員工會華員會是全香港最大的工會組織。

## 制度的建立和發展

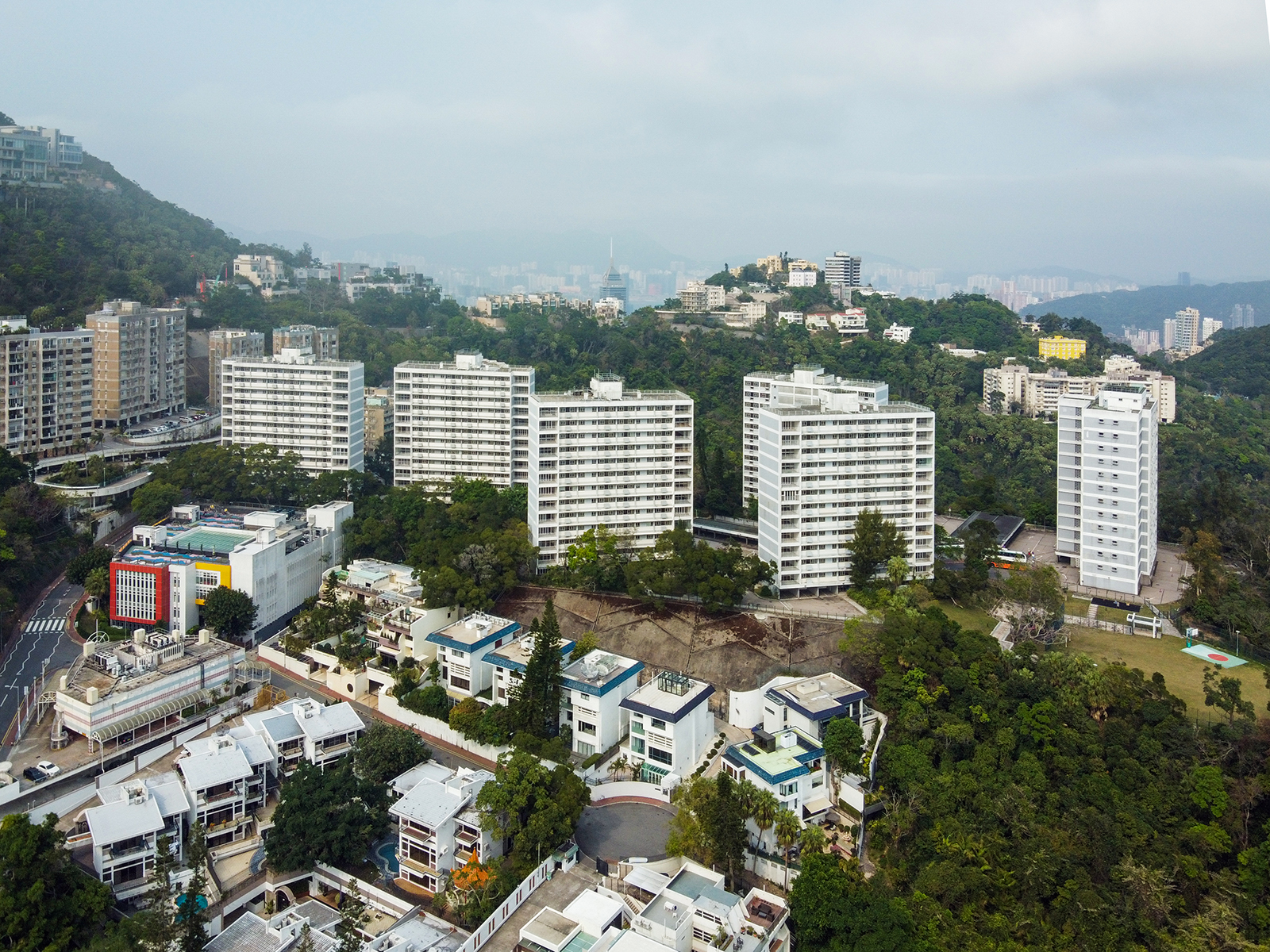
在殖民地時期某些職系的公務員會獲配公務員宿舍，圖為文輝道高級公務員宿舍

港督羅便臣於1858年推行香港公務員制的前身——「官學生計劃」，開始定期每年向英國本土各大學院招錄學生進行考核，通過者會再到香港接受培訓，再獲授政府要職，並可獲得優厚薪酬。之後逐步發展出一個「隨政府意願」為原則的公務員體系，以防管治的運作出現危機。到1950年代的時候，就建立起規定已具備一整套針對公務員行為的規例，包括要求公務員不能參與黨派政治和選舉活動，還有只能在國務大臣或港督的授權下才能發表政治性言論，另外更要求公務員必須完成系列的宣誓，一旦未宣誓或不遵守誓詞的，是可被當局罷免或撤銷任命。而英國本土政府還加設立一系列機制，以防派遣到香港的公務員出現離心傾向，要求“三化”：
一忌受華人同化，二忌受內爭分化，三忌整體化。
早期由英來港服務的海外雇員，有不成文的內部約束，包括不准娶華人為妻，不得置業，退休度假不能留港，這些都是當時為避免同化的措施。
香港歷史形成公務員體系內的任免、調動和紀律處分等等均「隨政府意願」，這個原則源自皇室特權。依據此類特權政府是隨時可以單方面終止公務員的契約，不管協議是否有固定年期，結束契約關系時也不必為此發出任何通知、警告或作出說明。當時這種權力不受法律限制，而被法院稱之為「無限任意決定權」 。在1978年政府就曾根據該原則，一下子撤銷了118名公務員的職務。

## 人數最多的政府部門
下表展示了截至選定月份佔香港特別行政區政府部門人數最多的12個部門，不包括法官及司法人員、廉政公署人員和香港駐外地經濟貿易辦事處在當地聘請的人員。
| 部門             | 2015年3月 | 2015年3月 | 2015年9月 | 2015年9月 | 2015年12月 | 2015年12月 | 2016年3月 | 2016年3月 |
| ---------------- | --------- | --------- | --------- | --------- | ---------- | ---------- | --------- | --------- |
| 部門             | 實際人數  | (%)       | 實際人數  | (%)       | 實際人數   | (%)        | 實際人數  | (%)       |
| 香港警務處       | 32,841    | (20.1)    | 32,783    | (20.0)    | 32,811     | (19.9)     | 33,091    | (19.9)    |
| 香港消防處       | 9,929     | (6.1)     | 9,956     | (6.1)     | 9,989      | (6.1)      | 10,084    | (6.1)     |
| 食物環境衛生署   | 10,014    | (6.1)     | 9,810     | (6.0)     | 9,934      | (6.0)      | 10,035    | (6.0)     |
| 康樂及文化事務署 | 8,339     | (5.1)     | 8,481     | (5.2)     | 8,554      | (5.2)      | 8,687     | (5.2)     |
| 房屋署           | 8,209     | (5.0)     | 8,376     | (5.1)     | 8,401      | (5.1)      | 8,444     | (5.1)     |
| 入境事務處       | 6,906     | (4.2)     | 6,929     | (4.2)     | 7,000      | (4.2)      | 7,081     | (4.3)     |
| 懲教署           | 6,759     | (4.1)     | 6,636     | (4.0)     | 6,613      | (4.0)      | 6,673     | (4.0)     |
| 衞生署           | 5,836     | (3.6)     | 5,878     | (3.6)     | 5,972      | (3.6)      | 6,004     | (3.6)     |
| 香港海關         | 5,884     | (3.6)     | 5,746     | (3.5)     | 5,821      | (3.5)      | 5,913     | (3.6)     |
| 社會福利署       | 5,566     | (3.4)     | 5,578     | (3.4)     | 5,584      | (3.4)      | 5,622     | (3.4)     |
| 郵政署           | 5,089     | (3.1)     | 5,067     | (3.1)     | 5,119      | (3.1)      | 5,092     | (3.1)     |
| 教育局           | 4,925     | (3.0)     | 4,996     | (3.0)     | 5,001      | (3.0)      | 5,006     | (3.0)     |
| 其他部門         | 53,348    | (32.6)    | 53,808    | (32.3)    | 54,094     | (32.8)     | 54,418    | (32.8)    |
| 總數             | 163,645   | (100)     | 164,044   | (100)     | 164,893    | (100)      | 166,150   | (100)     |

## 職級及薪級
香港公务员的待遇与私营机构雇员相若，而且薪津会参考私人市埸变动而调节，1997年后，由于亚洲金融风暴及沙士带来的经济打击，公务员首次全体减薪。某些职系的公务员会获配公务员宿舍，公务员亦可以较优惠价钱接受政府公立医院的医疗服务，而早期入职的公务员在退休后亦可享长俸。政府舉行選舉時亦會內部招聘公務員當選舉工作人員。不过，新入职公务员的聘用条件已经更改至与私人机构相当接近。

### 政務官和首長級人員
|            | 薪級               | 職級               | 例子 |
| ---------- | ------------------ | ------------------ | --- |
| 目前不設立 | 首長級 D10         | ---                | 原為政務司司長職級，高官問責制實行後懸空，至2009年取消。 |
| 目前不設立 | 首長級 D9          | ---                | 原為財政司司長職級，高官問責制實行後懸空，至2009年取消。 |
| 高層首長級 | 首長級 D8          | 首長級甲一級政務官 | 決策局常任秘書長、警務處處長、廉政專員 |
| 高層首長級 | 首長級 D7          | ---                | 第一組部門首長：教育署署長及房屋署署長，第 I 組部門分別與所屬決策局合併後，再沒有人員出任首長級薪級第7點的職位。不過，薪常會建議暫時保留首長級薪級第7點，以備日後部門可能重新分類。 審計署署長 |
| 高層首長級 | 首長級 D6          | 首長級甲級政務官   | 第 II 組部門首長，如：路政署署長、一般紀律人員（指揮官級）薪級表4，相當於 D6，如：入境事務處處長                                                                                               |
| 高層首長級 | 首長級 D5          | ---                | 第 III 組部門首長，如：庫務署署長、機電工程署署長 |
| 高層首長級 | 首長級 D4          | 首長級乙一級政務官 | 決策局副秘書長、第 I 組部門副署／處長 |
| 高層首長級 | 首長級 D3          | 首長級乙級政務官   | 決策局副秘書長、第 II、III 組部門副署／處長、第 I 組部門高級助理署／處長 |
| 首長級     | 首長級 D2          | 首長級丙級政務官   | 決策局首席助理秘書長、各區民政事務專員、部門助理署／處長 |
| 首長級     | 首長級 D1          | ---                | 決策局總助理秘書長、主管級行政人員、主管級專業人員、紀律部隊指揮官，如：總警司 |
| 非首長級   | 總薪級表第45－49點 | 高級政務主任       | 決策局助理秘書長、各區助理民政事務專員、部門高級政務主任 |
| 非首長級   | 總薪級表第27－44點 | 政務主任           | 決策局助理秘書長、各區助理民政事務專員、部門政務主任 |

### 律政人員
律政司的律政人員薪級表與政務官分開；律政司司長原屬 DL7（相等於D8與D9之間），為律政人員最高、政府官員第三高級別，僅次於政務司司長及財政司司長，但在實行高官問責制之後懸空。

## 公務員減薪事件簿
參考來源：

### 第一次減薪：立法減薪
- 2002年
  - 3月因應經濟低迷、財赤嚴重，前財政司司長梁錦松在財政預算案「假設」公務員減薪4.75%，令政府可減少開支約60億元。
  - 5月行政會議通過，透過立法，按照薪酬趨勢調查結果，分高、中、低三級公務員減薪，減幅介乎百分之1.58%至4.42%。
  - 7月近4萬名公務員遊行抗議立法減薪立法會三讀通過《公職人員薪酬調整條例草案》，落實削減公務員薪酬
  - 10月公務員薪酬開始被削減4個員警協會主席、公務員總工會和政府公園及遊樂場管理員工會、律政司高級助理法律政策專員單格全（MichaelReidScott）以及被停職的高級督察劉國輝個別公務員及團體，先後入稟法庭控告政府的減薪方案違反《基本法》。
- 2003年
  - 6月高院法官夏正民指立法減薪沒有違反《基本法》，判政府勝訴，單格全及被停職的高級督察劉國輝就高院判決提出上訴。
- 2004年
  - 11月上訴庭裁定公務員就政府立法減薪司法復核上訴得直，並指立法減薪違反基本法。

### 第二次減薪：0+3+3方案
- 2002年
  - 12月董建華定出06/07年削經常開支200億元目標，政府提出公務員減薪幅度為6%。
- 2003年
  - 2月立法會通過「0+3+3」減薪方案，即削減公務員薪酬6%，該財政年度不執行，2004年1月1日和2005年1月1日分兩次各減薪3%，立法會多個政黨和多個工會均接受「0+3+3」方案，但認為要與立法減薪分開處理。
- 2004年
  - 3月在立法減薪事件中曾控告政府的律政司高級助理法律政策專員單格全(Michael Reid Scott)，再度入稟控告政府的「0+3+3」方案違法。
- 2005年
  - 7月13日，終審法院作出終極裁決，就政府兩次立法減薪的合法性，一致裁定立法減薪沒有違反《基本法》，判定政府的上訴得直。裁決指《基本法》第100條保障公務員薪酬福利不低於回歸前，但沒有禁止不可以有任何改變，而政府亦有權就特殊情況就公務員的薪酬進行立法。[11]

### 高院夏正民法官判詞(2003年6月10日)
- 政府有權立法更改僱傭合約
- 現有薪酬機制可加可減
- 公務員待遇不低於1997年6月30日的規定，不應以硬性數字作指標
- 政府立法減薪並沒改動僱傭合約條款

### 上訴庭羅傑志及郭美超法官判詞(2004年11月29日)
- 回歸前並無法例容許政府更改公務員的薪酬
- 改變薪酬是改變合約，是一個基本的改變，一定要得到勞資雙方的同意
- 若政府認為減薪方案不會令服務條件低於97年前的標準，是「閉上一隻眼」

### 首席法官馬道立判詞(2004年11月29日)
- 政府一直有不受限制的權力就公務員的薪酬作出修改
- 基本法第100條只是確保公務員的聘用條件不能「較以往為不利」
- 公務員的受雇合約亦應受制於任何基於公眾利益而訂立的法例

## 工會
香港公務員有多個工會，包括1914年創立的香港政府華員會，為香港歷史最悠久及會員人數最多的公務員工會。其他包括香港公務員總工會、政府人員協會、香港公務員工會聯合會和香港文書職系公務員總會和政府紀律部隊人員總工會。到2019年反修例運動起，有人成立「新公務員工會」，希望能以守衛法治精神、凝聚同儕聲音、保護公務員自由表達意見的權利為己任，並就不同的社會事件和公務員事務表態。不過到2021年1月16日，主席顏武周考慮理事人身安全和保障會員資料下，宣布解散工會。

## 爭議

### 公務員的政治中立
香港前宗主地英國的文官中立制度傳統，大部分是訴諸於習慣（convention），特別反映在匿名性機制，即「高級文官無畏懼及無偏好地給予部長意見，並不偏不倚地執行部長的決定。」
根據特區前行政長官曾蔭權的說法，香港公務員所奉行的政治中立價值，是在末代香港總督彭定康時期才提出的。而在1997年以前，港英政府就參考英國本土作法，明文限制包括所有首長級官員、政務官、新聞主任及警察公務人員參與政治活動。
港英時代的殖民地條例還明定，除高級公務員，其他公務員不論在勤務或非勤務時間皆不許接受相關公共政策的採訪，以及發表或出版任何可被合理地視為帶有政治或行政性的言論或文章。但是港英時代事實上沒有存在政治和行政二分的傳統，在1980年代立法機關引進民主選舉後，由於民選議員逐漸要求政府官員必須增加受問責度（accountability），而捅破政治中立這一假象。同時無論英國或中華人民共和國政府，都有期望利用中立的神話性及模糊性，從而將政務架構中可能存在的「政治」特性，侷限於總行政首長身上。這些是導致在主權主體轉變後，香港政府中的高級官員對政治中立都有很多不同理解，持續是反映出該體制導致高級公務員可能兼擔政客的雙重身分和矛盾問題，也反過來有動搖到這樣價值。
在2022年施政報告提出修改《公務員守則》後，同年10月25日公務員事務局長楊何蓓茵於立法會交待細節，表示修改後的版本，將列明公務員需具備維護國家主權的意識，並且不再使用「政治中立」，指公務員不能因政治中立作為藉口不執行政府工作，計劃在2023年首季發出草擬版本作內部諮詢。有公務員團體認為，應在修改版本內訂明指引界定違規行為；有學者擔心，刪去「政治中立」會影響公務員行事準則，對不同政團不再一視同仁，引發程序公正爭議。

### 港公僕亦是中國特區公僕爭議
2020年6月7日，公務員事務局長聶德權出席民建聯舉辦的「強化管治 尋找出路」圓桌會議時說，公務員是特區政府主要骨幹，要向特首及特區政府「絕對忠誠」。在一國兩制下，香港公務員是特區政府公務人員，也是「中華人民共和國香港特別行政區政府的公務員」，公務員執行職務時要考慮此兩重身分。他表示未來會加強公務員對國家觀念及意識，特別是掌握《基本法》及《憲法》的憲制秩序。公務員工會聯合會總幹事梁籌庭表示，有關說法會讓公務員無所適從，公務員只希望服務香港市民。而《公務員守則》沒有提及公務員不可批評政府，認為聶德權說法是要求公務員全日遵守《守則》。新公務員工會主席顏武周也表示首次聽到公務員要思考「兩重身分」，要求政府交代出處。
2021年5月，行政長官林鄭月娥接受中國中央電視台訪問時表示，香港正與廣東方面商討互調公務員「掛職」，使兩地公務員更加相互了解情況。公務員事務局局長聶德權在4月亦曾經表示，未來將要求公務員必須在3年試用期內完成內地的培訓課程。

#### 宣誓擁護《基本法》及效忠香港特區

2020年12月18日，首长级公务员于政府总部举行公务员宣誓仪式

2020年7月，公務員事務局向香港立法會提交文件，建議所有由該年7月1日起入職的公務員，均須簽署文件聲明擁護《香港基本法》及效忠香港特區。同年9月，政府發放消息，於10月中率先就新入職公務員的安排發出通告，若拒絕簽署將不獲聘用。
|  | 我謹此宣誓，本人為中華人民共和國香港特別行政區政府公務員，定當擁護《中華人民共和國香港特別行政區基本法》，效忠中華人民共和國香港特別行政區，盡忠職守，對香港特別行政區政府負責。 |

政府在2021年要求所有公務員簽署擁護《基本法》聲明，截至4月1日，有129名公務員未有簽署及交回聲明，這些人未获聘用。到4月中，有公務員工會聯合會總幹事指出效忠聲明引起內部衍生出「篤背脊」文化，有過萬宗投訴交由公務員事務局處理。此舉讓導致團隊氣氛很差，人心惶惶，當中包括有新入職公務員被同事截取社交平台的言論，指他有政治表述，促政府正視「篤背脊」文化問題。公務員事務局發言人表示，沒有接獲部門或政策局指投訴有顯著增加，更指沒有證據顯示在公務員宣誓或作出聲明後，收到有所謂超過一萬宗涉及公務員的投訴。

### 無心推動殘疾人士就業
2023年4月，政府披露2021/22年度共聘請2607名殘疾公務員，佔整體公務員1.47％，兩者均為回歸後新低。立法會社福界議員狄志遠批評不理想，建議政府設立配額制，規定殘疾人士需佔整體公務員至少2%。公務員事務局表示，2021/22年度有74名殘疾人士入職；同年266人離職，較前一年度的240人增11%。香港失明人協進會會長黃俊恒批評，數字反映政府不再願意聘請殘疾人士，無心推動殘疾人士就業。聾人服務組織「龍耳」創辦人邵日贊說，殘疾人士近年因新冠疫情就業困難，政府應帶頭增聘，並建議當局招聘時提供更多支援，如面試時安排手語翻譯員。
公務員總工會主席馮傳宗表示，公務員一直支持聘請殘疾人士，符合要求者亦可優先獲聘，不認為當局不鼓勵聘請。

### 引用
1. ↑  《1998年法律適應化修改條例草案》委員會報告的摘錄 （页面存档备份，存于），香港立法會
2. ↑  香港公務員制度【香港經驗叢書】 （页面存档备份，存于），作者：黃湛利
3. ↑  . 香港01. 2023-05-17  [2023-05-18].
4. ↑  【輕盤點】圖文回顧香港政府架構改革，輕新聞 2017-07-01
5. ↑  馬沅.香港法律匯編（vol.2）[Z].香港：華僑日報有限公司，1953，173.
6. ↑  南風.港英“孤臣孽子”能否順利過渡九七[N].信報，1995-06-15.
7. 1 2  保障与制约：英国管治香港的港督制度 （页面存档备份，存于），刘曼容，中共中央党校学报 2011-05-19
8. ↑  （英）伊恩·斯科特.香港公務員──人事政策與實踐[M].陸仁，譯.上海：上海翻譯出版公司，1990.47-48.
9. ↑  .   [2007-05-22]. （原始内容存档于2007-06-12）. （页面存档备份，存于）
10. ↑  . 文匯報. 2004-11-30  [2010-06-03]. （原始内容存档于2010-06-11）. （页面存档备份，存于）
11. ↑  . 大紀元. 2005-07-14.
12. ↑  . 立場新聞. 2021-01-16  [2021-01-17]. （原始内容存档于2021-02-02）. （页面存档备份，存于）
13. ↑  Scott, I. (2010). The public sector in Hong Kong. Hong Kong: Hong Kong University Press
14. ↑  2002年4月19日，星島日報，A06。
15. 1 2  pp. 281，Scott, I. (1996). Civil service neutrality in Hong Kong. In H. K. Asmerom, & E. P. Reis(Eds.), Democratization and bureaucratic neutrality .Hampshire: Macmillan.
16. ↑  南轅北轍的議題與路徑：政治轉型下台灣與香港文官中立機制之比較 （页面存档备份，存于），民101年9月 頁35-62 ，蘇偉業，公共行政學報‧第四十三期；初稿曾發表於2012臺灣公共行政與公共事務系所聯合會暨國際學術研討會「永續治理：新環境、新願景」（2012 年 5 月 26 日）
17. ↑  .   [2022-10-26]. （原始内容存档于2022-11-16）. （页面存档备份，存于）
18. ↑  . 明報. 2020-06-08  [2020-06-08]. （原始内容存档于2020-06-08）. （页面存档备份，存于）
19. ↑  翟思嘉. . 中央社 CNA.   [2021-05-11]. （原始内容存档于2021-05-12）. （页面存档备份，存于）
20. ↑  . 香港01. 2020-09-23  [2020-00-23]. （原始内容存档于2021-05-18）.  （页面存档备份，存于）
21. ↑  .   [2022-06-16]. （原始内容存档于2022-06-16）. （页面存档备份，存于）
22. ↑  . on.cc. 2021-04-20  [2021-04-21]. （原始内容存档于2021-04-21）. （页面存档备份，存于）
23. ↑  . 明報. 2023-04-20  [2023-04-06]. （原始内容存档于2023-04-25）. （页面存档备份，存于）

## 外部連結
- 公務員事務局 官方網（页面存档备份，存于）
- 公務員的薪酬調整（页面存档备份，存于）
- 香港公務員總工會 官方網